# Stephanie Cook
Stephanie Cook (ur. 7 lutego 1972 w Irvine) – brytyjska pięcioboistka nowoczesna, mistrzyni olimpijska, mistrzyni świata.
Karierę zawodniczą zakończyła w 2001 roku. Największymi osiągnięciami zawodniczki jest złoty medal letnich igrzysk olimpijskich w Sydney i mistrzostwo świata w 2001 roku.